# Dark horizons
Dark horizons is het debuutalbum van de band Illuminae. 
Achter deze band gaan Britse bassist Ian Jones en de Poolse zangeres Agnieszka Swita schuil. Ian Jones, drijfveer achter Karnataka, had tijd, want Karnataka lag (weer) stil door vertrek van diverse leden. Swita zong samen met Clive Nolan. Zij legden de basis voor het album door middel van opnamen in de Storm Studios, andere musici namen hun partij op in hun eigen studio. De muziek is verwant aan die van Karnataka, maar iets steviger van karakter. Jones en Swita konden gebruik maken van een aantal musici die hun sporen verdiend hadden in de progressieve rock.
Het album werd goed ontvangen binnen de niche van de progressieve rock, al waren er ook opmerkingen. De meerstemmige zang van Swita, dat soms de indruk werkt als zijnde een koor, vormde een punt van kritiek.

## Musici
- Agnieska Swita - zang
- Ian Jones- basgitaar, baspedalen, toetsinstrumenten, akoestische gitaar, programmering en strijkarrangementen

Ondersteund door
- Craig Blundell – drumstel (werkt met Steven Wilson en Steve Hackett)
- Luke Machin – gitaren (werkt met The Tangent)

Met
- Steve Hackett – gitaar (track Lighthouse)
- John Helliwell – saxofoon en klarinet (track Sign of infinity) (saxofonist van Supertramp)
- Troy Donockley – uillean pipes en low whistles (Lullaby, Heretics and prophecies) (Iona)
- Gonzalo Carrera – piano (Sign of infinity)

## Muziek
| Nr. | Titel                                | Duur  |
| --- | ------------------------------------ | ----- |
| 1.  | The lighthouse (Jones, Swita)        | 9:47  |
| 2.  | Blood on your hands (Jones, Swita)   | 6:07  |
| 3.  | Edge of darkness (Jones, Swita)      | 4:49  |
| 4.  | Lullaby (Jones, Swita)               | 6:00  |
| 5.  | Twice (Jones, Swita)                 | 5:08  |
| 6.  | Heretics and prophecy (Jones, Swita) | 5:00  |
| 7.  | Sanctuary (Jones, Swita)             | 4;15  |
| 8.  | Black angel (Jones, Swita)           | 4:04  |
| 9.  | Sign of infinity (Jones, Swita)      | 4:29  |
| 10. | Dark horizons (Jones, Swita)         | 11:19 |